# Hervormde Kerk (Middenmeer)
Hervormde Kerk is een kerk gelegen aan de Kerkring 1A in het Noord-Hollandse Middenmeer. De kerk is in 1934 gebouwd naar ontwerp van Amersfoortse architect G. van Hoogevest. De architectuur is verwant aan de Delftse School. Na de Tweede Wereldoorlog voerde de architect ook herstelwerkzaamheden uit.
Het orgel is gebouwd door Firma J. de Koff uit Utrecht en stamt uit 1934, maar wordt niet meer gebruikt tijdens kerkdiensten.

## Foto's

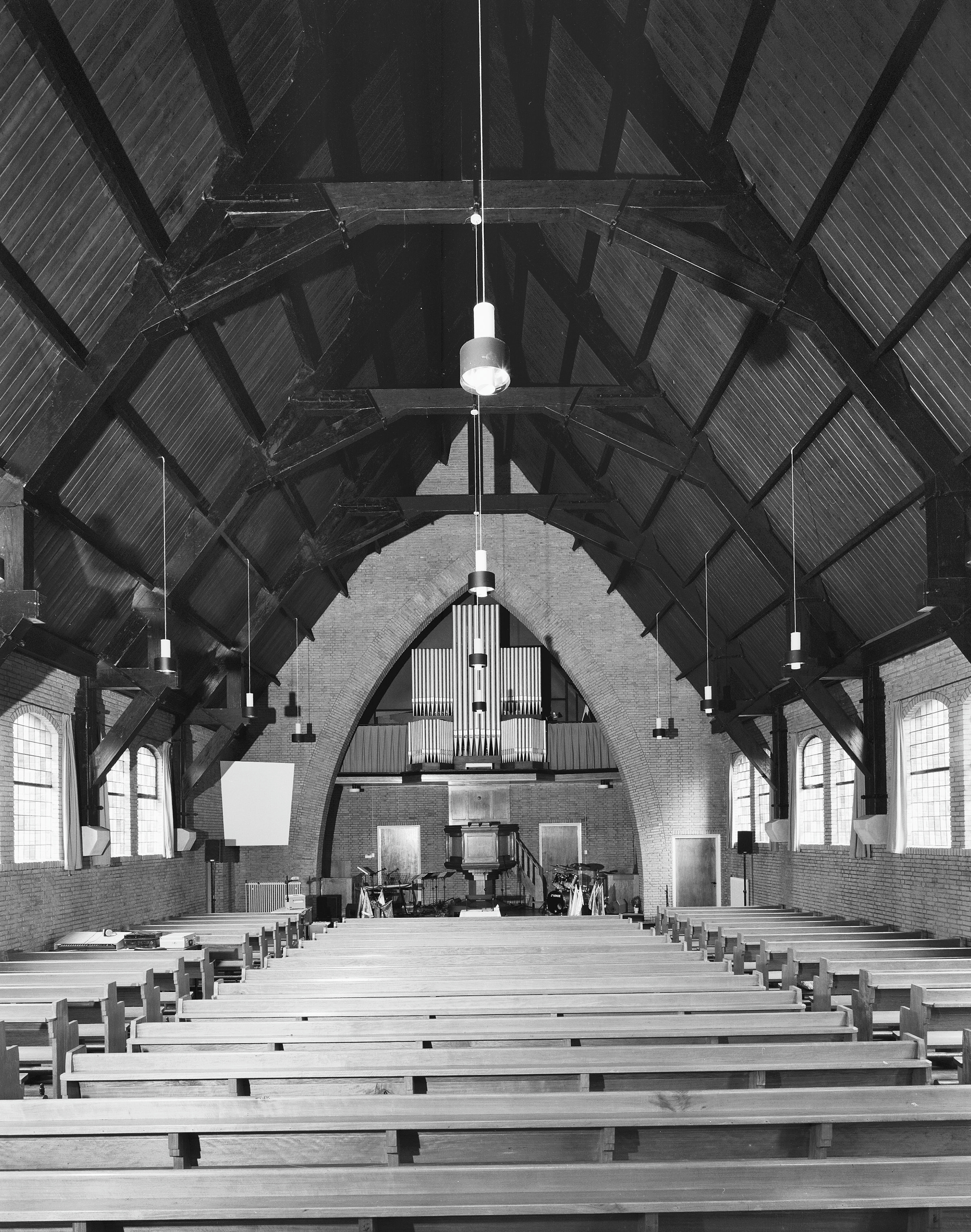
Interieur in 2002